# Cessna Citation X
O Cessna Citation X é uma sofisticada aeronave bimotor de médio porte e alta performance, com motorização turbofan e alcance intercontinental, com capacidade para transportar com muito conforto 8 ou 10 passageiros, dependendo da configuração adotada, desenvolvida e fabricada nos Estados Unidos pela companhia estadunidense Cessna Aircraft Company a partir da década de 1990, que utilizou como base outro projeto de jato executivo intercontinental, o Cessna Citation VII, com grande número de mudanças significativas e inovações que torna o projeto do Citation X quase completamente novo, bonito e com aerodinâmica refinada, com asas de enflechamento acentuado e motorização turbofan Rolls Royce muito potente, que o torna o jato executivo mais veloz do planeta e, até o momento, de maior alcance da linha de produtos da fabricante.
A Cessna Aircraft Company é a maior fabricante de jatinhos executivos do mundo, uma propriedade da corporação americana Textron Company.
A Textron também é proprietária da fabricante norte-americana de helicópteros Bell Helicopter e da fabricante de aeronaves executivas Beechcraft Corporation.

## Design e desenvolvimento
A criação e o desenvolvimento do Cessna Citation X (conhecido também como Cessna Citation 750) foram anunciados publicamente na edição de 1990 da National Business Aviation Association e o primeiro protótipo realizou seu roll-out em Wichita, Kansas, em setembro de 1993, voando pela primeira vez pouco antes do Natal daquele ano. Finalmente certificado pela FAA em 1996, teve seu primeiro exemplar de série entregue poucas semanas depois, para o campeão de golfe Arnold Palmer.
A equipe de projetistas do Citation X foi agraciada com o Collier Trophy em 1996, por ter desenhado o primeiro jato executivo a atingir a velocidade de Mach 0.92.
O objetivo da Cessna era criar o avião civil mais rápido do mundo e competir diretamente com produtos de seus principais concorrentes, como o IAI Galaxy (atuamente Gulfstream G200), Falcon 2000 e principalmente o Hawker 4000 (anteriormenteHawker Horizon) da estadunidense Beechcraft Corporation, com sua leve e resistente fuselagem construída com material composto (fibra de carbono e resina epóxi).

## Mercado
Até hoje, mais de 300 unidades de Citation X foram vendidas pela Cessna no mundo todo, incluindo algumas unidades no Brasil, um sucesso de vendas.
A partir da década de 2000, a Cessna Aircraft deu início ao desenvolvimento do protótipo  Citation Ten, aeronave derivada do Citation X, bem parecida com o seu belo antecessor, com 15 centímetros a mais de espaço disponível na cabine de passageiros. Porém, a empresa decidiu manter o nome anterior Citation X, mesmo considerando se tratar de um derivado melhorado.
Por cerca de US$ 25 milhões (no Brasil) a Cessna oferece o Citation Ten (novo) com alcance de cerca de 5.850 quilômetros, equipado com galley com refrigerador para bebidas, água mineral, sucos e refrigerantes, forno de microondas e forno elétrico para refeições rápidas, cafeteira elétrica e armário para talheres, pratos e copos. O toalete tem pia para lavar as mãos e escovar os dentes. A cabine de passageiros está equipada com DVD player e CD player, telefone por satélite, fax e pontos de acesso à Internet.
O Citation Ten está sendo oferecido com o EICAS (sistema de monitoramento dos parâmetros do motor) e com o moderníssimo sistema de navegação EFIS (Electronic Flight Instrument System), com as telas PFD (primária) e MFD (multifuncional). A APU (Auxiliary Power Unit) fornece energia para funcionamento do sistema de ar-condicionado da cabine de passageiros e outros equipamentos embarcados, mesmo no solo, com os motores desligados.

## Ficha técnica

### Citation X
- Comprimento: Aprox. 22 metros;
- Envergadura: Aprox. 19,5 metros;
- Altura: Aprox. 5,8 metros;
- Motores (empuxo): 2 x Rolls Royce AE3007C (6.400 libras / cada);
- Pista de pouso: Aprox. 1.850 metros (lotado / dias quentes / tanques cheios);
- Peso máximo de decolagem: Aprox. 16.180 kg;
- Consumo médio (QAV): Aprox. 1.100 litros / hora (lotado / 75% potência / com reservas)
- Consumo médio (QAV): Aprox. 0,12 litro / passageiro / km voado;
- Velocidade de cruzeiro: Aprox. 950 km/h;
- Alcance: Aprox. 5.700 km (lotado / 75% potência / com reservas);
- Tripulação: 1 piloto e 1 co-piloto;
- Capacidade: 10 ou 12 passageiros;
- Teto de serviço: Aprox. 15.000 metros;
- Preço: Aprox. US$ 8,5 milhões (usado / bom estado de conservação);

### Citation Ten
- Comprimento: Aprox. 22,15 metros;
- Envergadura: Aprox. 19,5 metros;
- Altura: Aprox. 5,8 metros;
- Motores (empuxo): 2 x Rolls Royce AE3007C2
- Pista de pouso: Aprox. 1.850 metros (lotado / dias quentes / tanques cheios);
- Peso máximo de decolagem:
- Consumo médio (QAV): Aprox. 1.100 litros / hora (lotado / 75% potência);
- Consumo médio (QAV): Aprox. 0,12 litro / passageiro / km voado;
- Velocidade de cruzeiro: Aprox. 950 km/h;
- Alcance: Aprox. 5.850 km (lotado / 75% potência / com reservas);
- Tripulação técnica: 1 piloto e 1 co-piloto;
- Capacidade: 8 ou 10 passageiros;
- Teto de serviço: Aprox. 15.000 metros;
- Preço: Aprox. US$ 25 milhões (novo);